# 一木豊
一木 豊（いちき ゆたか、1934年1月14日 - 2008年12月23日）は、日本の実業家。テレビ東京の社長・会長を務めた。東京都出身。

## 経歴・人物
東京都立戸山高等学校を経て、1957年に早稲田大学政治経済学部卒業。同年に日本経済新聞社に入社。
ワシントン支局長、政治部長、電波本部長を経て、1986年3月に取締役に就任。1989年6月に常務、1992年3月に専務を経て、1996年6月にテレビ東京社長に就任。デジタル衛星放送事業への参入に力を入れ、ポケモンショックが起きた際には、事態の説明と自社独自のガイドラインの策定を行い、事態の収拾を図った。2001年6月に会長に就任。日本民間放送連盟副会長も務めた。
2008年12月23日、肝不全で死去。74歳没。